# Polylophium gallicum
Polylophium gallicum är en flockblommig växtart som beskrevs av Koso-pol. Polylophium gallicum ingår i släktet Polylophium och familjen flockblommiga växter. Inga underarter finns listade i Catalogue of Life.